# Supercopa da França de 2024
O Trophée des Champions (francês) ou Supercopa da França de 2024 (português), foi a 49.ª edição da Supercopa da França. A partida foi disputada pelo Paris Saint-Germain, vencedor dos títulos da Ligue 1 de 2023–24 e da Copa da França de 2023–24, e pelo Monaco, vice-campeão da Ligue 1 de 2023–24.
O Paris Saint-Germain venceu a partida por 1 a 0 e conquistou seu décimo terceiro título, o Trophée des Champions.

## Seleção da sede
A partida estava inicialmente marcada para 8 de agosto de 2024 em Pequim, China. Em 3 de julho de 2024, foi adiado pela Ligue de Football Professionnel (LFP). Em 18 de novembro de 2024, a LFP confirmou que o jogo aconteceria em Doha, Catar, em 5 de janeiro de 2025. Outros países considerados anfitriões incluem Mônaco e Costa do Marfim. Em 12 de dezembro de 2024, o estádio escolhido foi o Estádio 974.

## Antecedentes
A Supercopa da França de 2024 foi a quadragésima nona edição desse torneio, que reúne os campeões da Ligue 1 e da Copa da França de Futebol. Organizado pela LFP, a primeira disputa - não-oficialmente - ocorreu em 1949, quando o Stade de Reims venceu o Racing Paris por 4–3. A primeira disputa oficial ocorreu em 1955, quando o Stade de Reims venceu o Lille por 7–1. Entretanto, o torneio durante esse período sofreu alguns hiatos entre 1974–84, 1987–94 e 1996.
Foi a décima oitava participação de Les Parisiens, sendo campeões em 12 oportunidades diferentes, sendo o primeiro na edição de 1995, onde venceram o Nantes nos pênaltis por 6–5 após um empate por 2–2. Por sua vez, o Les Monégasques classificou-se ao torneio pela oitava vez na história.
| Clubes              | Cidade | Classificação                                          | Participação (anteriores) |
| ------------------- | ------ | ------------------------------------------------------ | ------------------------- |
| Paris Saint-Germain | Paris  | Campeão da Ligue 1 2023–24 e da Copa da França 2023–24 | 17.ª (última em 2023)     |
| Monaco              | Monaco | Vice-campeão da Ligue 1 2023–24                        | 8.ª (última em 2018)      |

## Partida

### Detalhes
| 5 de janeiro de 2025 | Paris Saint-Germain   | 1–0       | Monaco | Estádio 974, Doha      |
| 19:30                | Ousmane Dembélé 90+2' | Relatório |        | Árbitro: Willy Delajod |